# Алтуфьевский район
Райо́н Алту́фьевский — район в Москве. Расположен в западной части Северо-Восточного административного округа. Району соответствует внутригородское муниципальное образование муниципальный округ Алтуфьевский.

## Территория и границы
Границы района проходят по Костромской улице и линии её продолжающей, оси Бескудниковской железнодорожной ветки, Алтуфьевскому шоссе, Поморской улице, проектируемому проезду № 4251, западной границе
полосы отвода Савёловского направления МЖД, Алтуфьевскому шоссе до улицы Костромской.
Граничит на северо-западе с районом Лианозово, на северо-востоке — Бибирево, на юге и юго-востоке с районом Отрадное, на западе — Восточное Дегунино (Северного административного округа).
Алтуфьевское шоссе пересекает район, деля его на две части, условно называемые «Бескудниковская» (западная) и «Бибиревская» (восточная).

## История

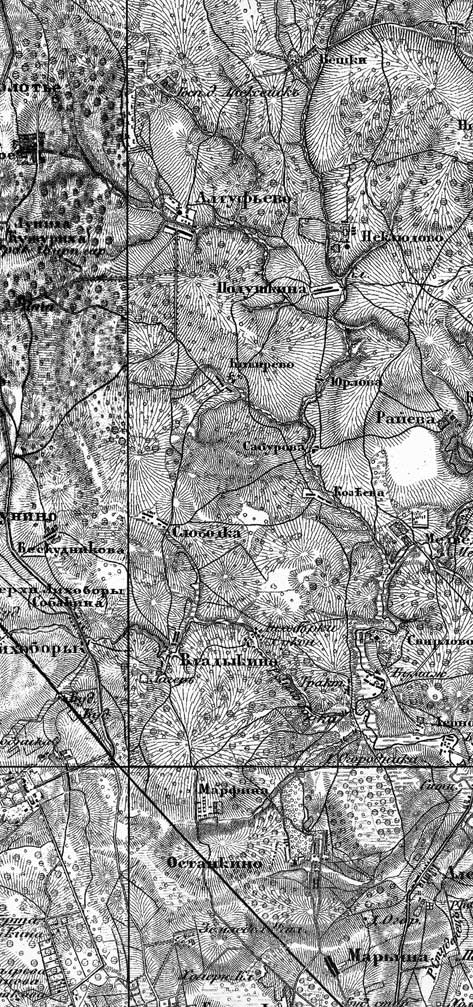
Земли села Бибирево на карте 1860 года

В конце XVI — начале XX вв. на месте нынешнего Алтуфьевского района находились земли села Бибирево и окраины входившей в них деревни Слободки (впервые упоминается в 1584 году, её территория ныне почти полностью входит в состав района Отрадное), а также небольшая пустошь Воробьёво, отмежеванная от села Дегунино к селу Владыкино.
Район образован в 1991 году из микрорайонов Бескудниково-2 (территория бывшего Тимирязевского района Москвы) и Бибирево-10 (территория бывшего Кировского района Москвы). Назван по проходящему через него Алтуфьевскому шоссе, и к селу Алтуфьево, находящемуся на территории района Лианозово, прямого отношения не имеет. Посёлок Бескудниково, составляющий около половины территории Алтуфьевского района и всю территорию Восточного Дегунино, также не имеет прямого отношения к Бескудниковскому району Москвы, который назван по деревне Бескудниково.
В 1938 году посёлок Воробьёвский получил статус посёлка городского типа и новое название Бескудниково, так как прилегал к станции Бескудниково Савёловского направления Московской железной дороги (однако оказавшиеся в нём дореволюционные кирпичные заводы и по сей день изображаются на гербе района Бибирево, к приходу которого эти земли ранее относились).
В 1930-е неподалёку от деревни Слободка устраивается одноимённая с ней станция Бескудниковской железнодорожной ветки. В эти же годы в Слободке (ныне Поморская улица, крайний юг Алтуфьевского района, отделённый от жилых кварталов Бескудниковской железнодорожной веткой) возникают Бескудниковский спецлагерь ГУЛАГа НКВД (ликвидирован в 1953) и Центральная база ГУЛАГа (частично сохранилась как складская база ЦОБХР МВД, ул. Поморская, 50), первоначально обеспечивавшие строительство канала Москва-Волга.
В 1960 году территория современного Алтуфьевского района вошла в черту Москвы. С середины 1970-х годов застраивается многоэтажными жилыми домами.
19 октября 2010 г. Правительство Москвы одобрило создание Московского дома землячеств на базе закрытого кинотеатра «Марс». Однако в 2018 году кинотеатр «Марс» был снесён, в 2020 году на его месте построен новый торговый центр с магазинами, кафе и пространствами мастер-классов. В здании также размещается кинотеатр.

## Население
| 2002    | 2010    | 2012    | 2013    | 2014    | 2015    | 2016    |
| ------- | ------- | ------- | ------- | ------- | ------- | ------- |
| 50 091  | ↗55 127 | ↗55 532 | ↗55 786 | ↗56 106 | ↗56 811 | ↗57 194 |
| 2017    | 2018    | 2019    | 2020    | 2021    | 2023    | 2024    |
| ↗57 228 | ↗57 408 | ↗57 596 | ↗57 697 | ↘55 671 | ↗55 753 | ↘55 741 |

### Национальный состав
По итогам переписи населения 2020 года проживали следующие национальности (национальности менее 0,1 % и другое, см. в сноске к строке «Другие»):
| Национальность | Численность, чел. | Доля     |
| -------------- | ----------------- | -------- |
| Русские        | 37 398            | 67,18 %  |
| Татары         | 416               | 0,75 %   |
| Армяне         | 231               | 0,41 %   |
| Украинцы       | 211               | 0,38 %   |
| Азербайджанцы  | 129               | 0,23 %   |
| Грузины        | 102               | 0,18 %   |
| Узбеки         | 57                | 0,10 %   |
| Белорусы       | 56                | 0,10 %   |
| Другие         | 17 071            | 30,67 %  |
| Итого          | 55 671            | 100,00 % |

## Символика

### Герб
Утверждён решением муниципального собрания от 26 октября 2004 года № 10/5.
Геральдическое описание герба:

В золотом щите московской формы красная перевязь, сопровождаемая слева красным солнцем и справа зелёным ростком.

Перевязь символизирует Алтуфьевское шоссе. Зелёный росток — сельскохозяйственное прошлое района, пахотные земли колхоза «Красная Нива». Красное солнце — символ высокоэнергетических производств, предприятие атомной промышленности НИИКИМТ.

## Улицы
На территории района располагаются улицы:
- Алтуфьевское шоссе — сохраняет название дороги, ведущей к селу Алтуфьево.[20]
- Бегичева — названа в 1965 году в память о полярном исследователе Никифоре Алексеевиче Бегичеве (1874—1927). Прежнее название — Полевая — по полям села Бибирево.
- Бибиревская — названа в 1978 году по названию дороги, ведущей к селу Бибирево.
- Инженерная — переименована в 1964 году из Рабочей улицы посёлка Бескудниково.
- Костромская — по городу Кострома. Название перенесено в 1978 году с упразднённой Костромской улицы (бывшая Дорожная) в Лианозове, названной так в 1965 году. Возможно, название идёт от традиции называть улицы именами городов в дачном посёлке Лианозово.[21]
- Путевой проезд — переименован в 1964 году, по находящейся рядом железнодорожному пути в Бескудникове. До этого именовался Почтовой улицей посёлка Бескудниково. В 1986 году к проезду была присоединена улица Пахтусова, названная в 1965 году в честь полярного гидрографа Петра Кузьмича Пахтусова (1800—1835).
- Стандартная — название получила до 1917 года, возможно, по характеру застройки.
- Черского проезд — Назван в 1965 году в честь польско-белорусского геолога, исследователя Сибири Ивана Дементьевича Черского (1845—1892).

## Сквер у пруда«Марс»
Сквер — единственная крупная зелёная зона в Алтуфьевском районе. Он расположился вокруг пруда Марс, рядом с одноимённым районным центром (ранее кинотеатр «Марс», здание 1964 года постройки снесли в сентябре 2018 года) по адресу: Инженерная ул., д. 1. В 2021 году сквер открыли после благоустройства. На территории находятся три детские площадки с горками, канатами, качелями и каруселями, четыре спортивных площадки с тренажёрами и турниками, а также сцена для районных мероприятий. В сквере есть несколько арт-объектов: световая инсталляция в виде Солнечной системы и многоступенчатые арки с фонариками. На пруду Марс обустроен пирс с шезлонгами. Вдоль берега проложена беговая дорожка, установлены скамейки с навесами и большие качели в форме подвешенной луны и в виде садовых лавочек. 

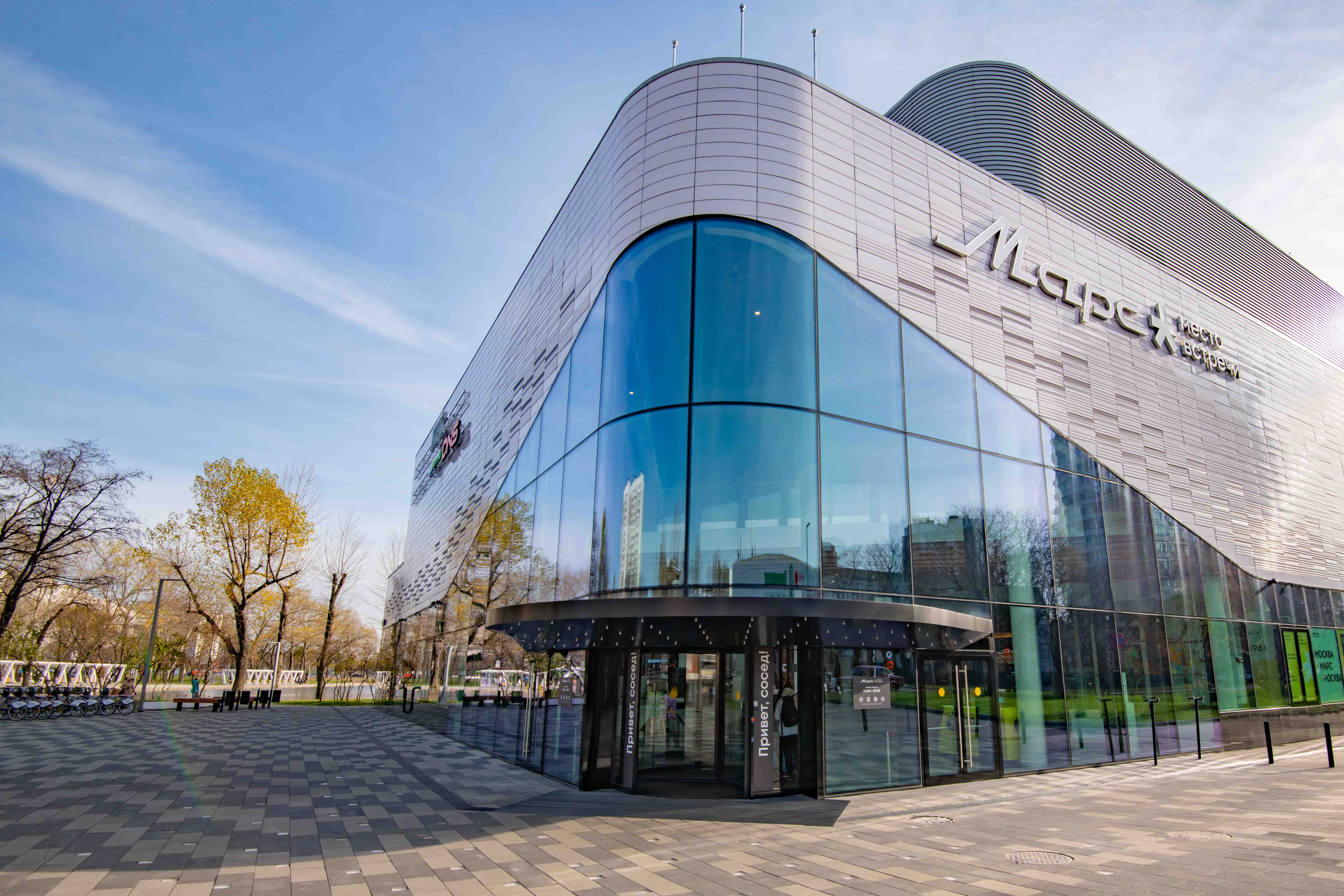
Районный центр «Марс»
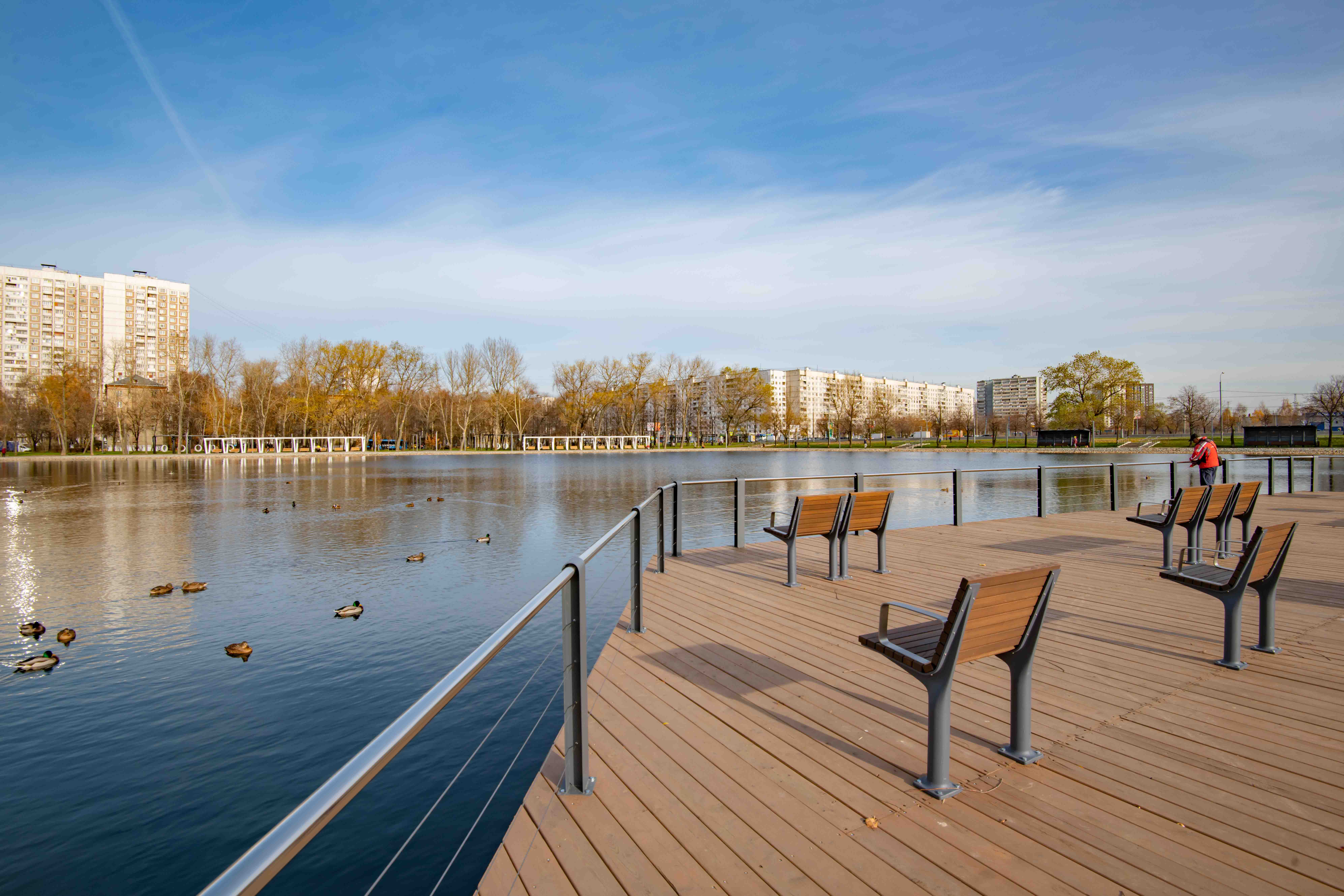
Набережная пруда Марс
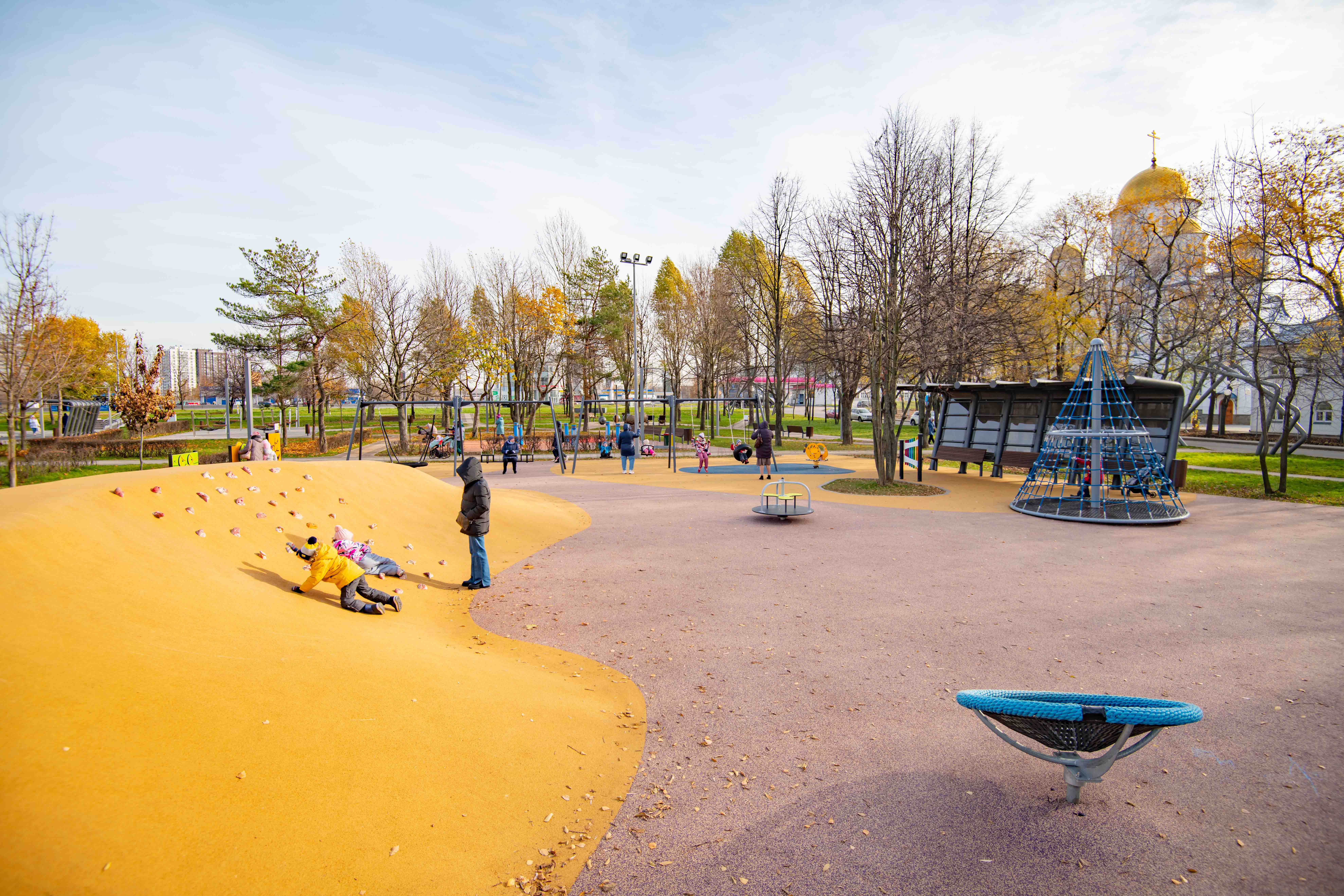
Детская площадка
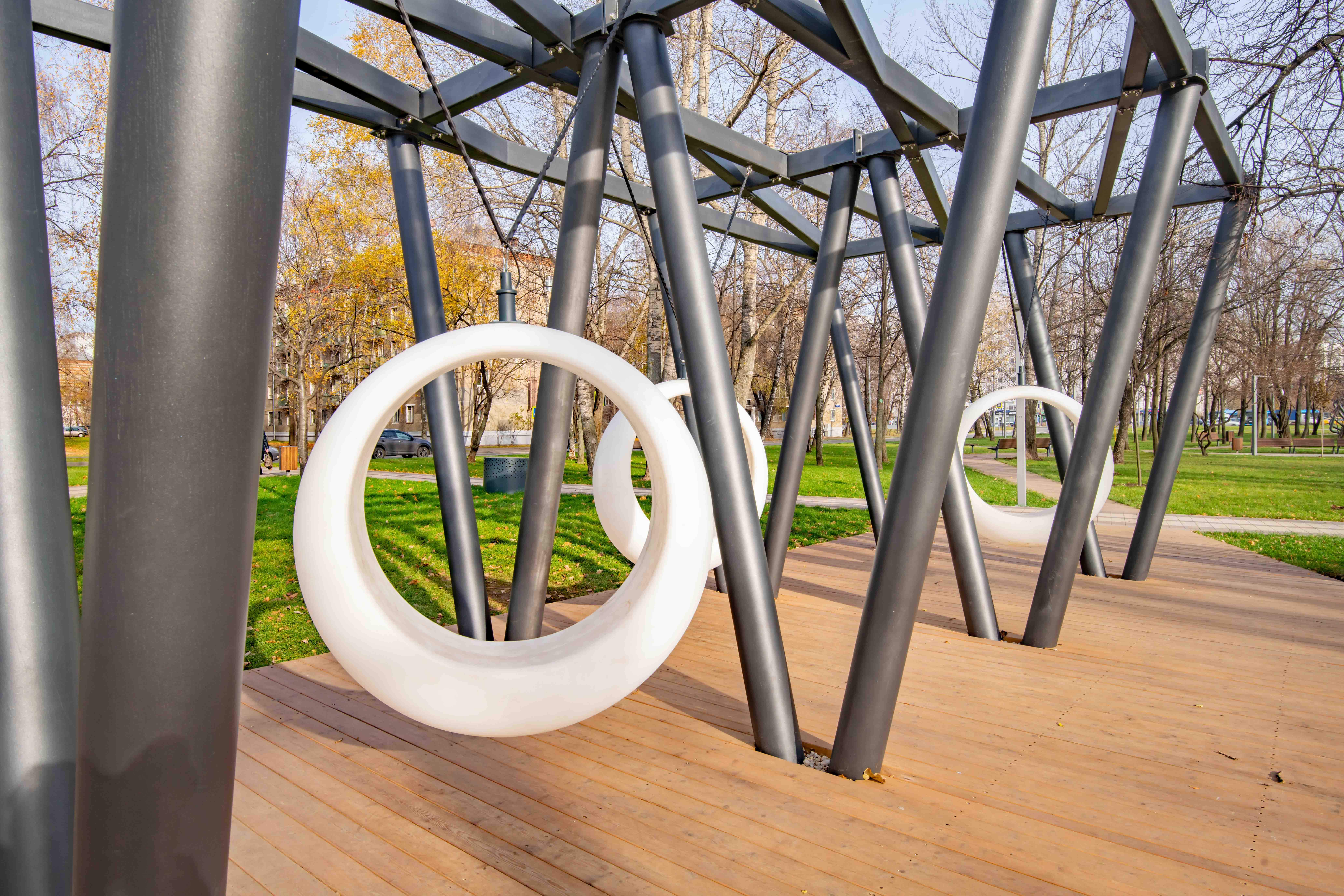
Качели в форме подвешенной луны
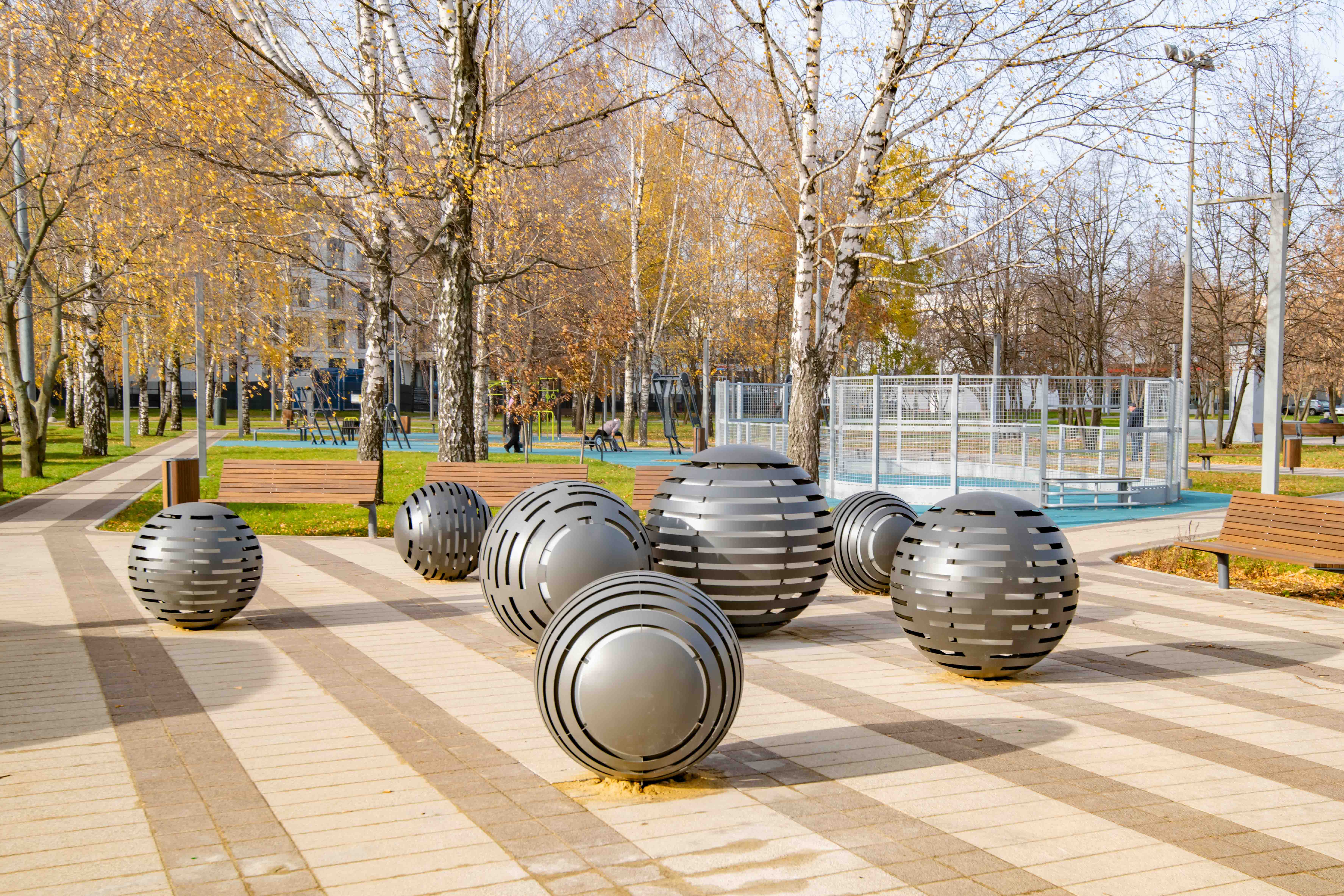
Арт-объекты в виде планет

## Предприятия и организации
- Научно-исследовательский и конструкторский институт монтажной технологии (НИИКИМТ). Образован в 1956 году. Выполняет работы, связанные со строительством и эксплуатацией ядерных объектов
- Бескудниковский комбинат строительных материалов
- Компания «Комэнерго»
- ФГУП «Московский Конструкторско-Производственный комплекс „Универсал“»

## Культура и образование
- 2 школы (школа № 1370[23], включающая бывшие школы № 301[24], № 1446[25], № 961[26], и школа № 305[27], включающая бывшую школу № 302[28])
- 2 средних профессиональных училища (Политехнический колледж № 13[29], Колледж автомобильного транспорта № 9[30])
- 8 детских дошкольных учреждений. Ранее в этом числе был детский сад № 1782 для детей с нарушением зрения. На его месте теперь строится новый дом по программе реновации.
- Досуговый центр «Кентавр», филиал „ЭПИ-Алтуфьево“»[31]
- Спортивный центр развития боевых искусств «Пума-каратэ» (ранее «Пума-Алтуфьево»)[32]
- Военно-патриотический клуб «Спецназ — XXI»[33]

## Религия
На территории единственного в районе парка по адресу Алтуфьевское шоссе, 77 расположен единственный в районе православный храмовый комплекс. Церковь во имя Торжества Православия построена в 2013—2016 годах по проекту архитектора В. Козлова в новгородско-псковском стиле храмового зодчества на средства, собранные верующими. Здание церкви рассчитано на одновременное размещение 500 прихожан.

## Транспорт
На восточной границе района находится станция метро «Бибирево». В 750 метрах от северной границы района — станция метро «Алтуфьево».
Около западной границы района находится железнодорожная станция «Бескудниково» Московско-Савёловского направления (МЦД-1). Имеет беспересадочное прямое сообщение на Московско-Смоленское (Белорусское) направление.
По району проходят автобусные маршруты М57, Н9 (ночной маршрут), Т73, 282, 353, 503, 525, 571, 598, 618, 637.
2 декабря 2024 открыт автомобильный Бескудниковский путепровод через железнодорожную линию Савёловского направления (МЦД-1), строительство которого сопровождался нарушением строительных и санитарных норм (в частности, при расширении улицы и потока на ней у корпуса 2 школы 305 на Инженерной улице) и на начальном этапе массовыми протестами жителей обеих улиц. Также расширены проезжие части улиц Инженерная и 800-летия Москвы (район Восточное Дегунино Северного округа Москвы).